# Normetanefrina
La normetanefrina es un metabolito de la norepinefrina sintetizado por acción de la catecol-O-metiltransferasa a partir de ésta. Se excreta con la orina y puede encontrarse en ciertos tejidos. Es un marcador para tumores secretores de catecolaminas, como el feocromocitoma.

Degradación de la norepinefrina. La normetanefrina está indicada arriba a la izquierda. Las enzimas se presentan en recuadros.